# بشتة بيرداد
بشتة بيرداد (بالفارسية: پشته پیرداد) هي قرية تقع في قسم هوديان الريفي (مقاطعة دلغان) في إيران. يقدر عدد سكانها بـ 172 نسمة بحسب إحصاء 2016.